# Иванаускайте, Юрга
Ю́рга Иванауска́йте (лит. Jurga Ivanauskaitė; 14 ноября 1961, Вильнюс — 17 февраля 2007, там же) — литовская художница, писательница, путешественница.

## Биография
Отец писательницы — сценограф и художник Игорь Иванов (род. 1937), мать — искусствовед Ингрида Корсакайте (1938–2024).
Окончила Вильнюсскую среднюю школу искусств имени М. К. Чюрлёниса и Художественный институт в Вильнюсе (ныне Вильнюсская художественная академия, 1985), где занималась графикой. В 1993—1995 годах путешествовала по Индии, Непалу, Тибету. Пропагандист буддизма и участник движения за освобождение Тибета.
Жила в Вильнюсе. Последние годы болела раком. Похоронена на Антокольском кладбище.

## Творчество
Первый сборник новелл „Pakalnučių metai“ («Год ландышей») вышел в 1985 году. Известность получила благодаря роману „Ragana ir lietus“ («Ведьма и дождь»), осуждённому католической церковью в Литве. По мотивам романа снят художественный фильм „Nuodėmės užkalbėjimas“ («Заклинание греха»). Автор новелл, шести романов, сказки для детей, книг документальной прозы, стихотворений, а также эссеистических и публицистических произведений.
Произведения переведены на многие языки, в том числе и на русский, а также английский, латышский, немецкий, польский, чувашский.

## Увековечение памяти
В 2008 году родственники, друзья и поклонники творчества писательницы создали Центр творческого наследия Юрги Иванаускайте (лит. „Jurgos Ivanauskaitės kūrybos paveldo centras“).. Этим центром была учреждена ежегодная литературная премия имени Юрги Иванаускайте. В положении о премии предусмотрено отмечать ею авторов не старше 45 лет за лучшие произведения литовской литературы, соответствующие формулировке «За свободное, открытое и смелое творческое самовыражение». В апреле 2008 года сквер в начале улицы Агуону в Вильнюсе, на которой жила Юрга Иванаускайте, был назван в честь писательницы. В этом сквере в сентябре 2009 года была открыта гранитная скульптура «Кот» (автор скульптуры Ксения Ярошевайте). Кот символизирует независимость характера, свойственный писательнице. Образы котов встречаются во многих произведениях Иванаускайте; по словам знавших её, кошки и ангелы были её большой любовью.

## Издания
- Pakalnučių metai: novelių rinkinys. Vilnius: Vaga, 1985; Tyto alba, 2003.
- Mėnulio vaikai: romanas. Vilnius: Vaga, 1988.
- Kaip užsiauginti baimę: novelių ir apsakymų rinkinys. Vilnius: Vaga, 1989.
- Stebuklinga spanguolė: pasaka vaikams su autorės iliustracijomis. Vilnius: Vyturys, 1991.
- Pragaro sodai: romanas. Vilnius: Vaga, 1992.
- Agnijos magija: romanas. Vilnius: Vaga, 1995.
- Ištremtas Tibetas: publicistika. Vilnius: Tyto alba, 1996.
- Kelionė į Šambalą: romanas. Vilnius: Tyto alba, 1997.
- Prarasta pažadėtoji žemė: romanas. Vilnius: Tyto alba, 1999.
- Sapnų nublokšti: romanas. Vilnius: Tyto alba, 2000.
- Ragana ir lietus: romanas. Vilnius: 1993; Tyto alba, 2002.
- Placebas: romanas. Vilnius: Tyto alba, 2003.
- Kelionių alchemija: esė. Vilnius: Tyto alba, 2003.
- Šokis dykumoje: eilėraščiai. Vilnius: Tyto alba, 2004 (Vilnius: Vilniaus spauda). 149, [1] p.: iliustr. Tir. [1000] egz. ISBN 9986-16-374-9.
- Kaip Marsis Žemėje laimės ieškojo: pasaka. Vilnius: Tyto alba, 2004.
- Švelnūs tardymai: interviu. Vilnius: Tyto alba, 2005.
- Miegančių drugelių tvirtovė: romanas. Vilnius: Tyto alba, 2005.
- Odė džiaugsmui: eilėraščiai. Vilnius: Tyto alba, 2007.
- Viršvalandžiai: esė. Vilnius: Tyto alba, 2007.
- Nežaiskite su mėnuliu: pjesės. Vilnius: Tyto alba, 2008.
- Eilėraščiai (dviejų knygų komplektas): Šokis dykumoje (1), Odė džiaugsmui (2). 480 p. Vilnius: phocaBooks, 2015. ISBN 978-609-95769-2-3.

### Переводы на немецкий язык
- Die Regenhexe. Übersetzt von Markus Roduner. Aus der Reihe: «dtv-Taschenbücher», ISBN 3-423-13132-2, ISBN 978-3-423-13132-2. Einband: Kartoniert. DTV Deutscher Taschenbuch Verlag, Seitenzahl: 304. Stilrichtung: Roman, Deutsch. 02.2004.
- Placebo. Roman, dtv premium. Übersetzt von Markus Roduner, 2005. 440 Seiten. Deutsche Erstausgabe ISBN 3-423-24453-4.

### Переводы на латышский язык
- Ragana un lietus. No lietuviešu vai. tulk. Talrids Rullis. Rīga: Preses nams, 1994. 247 l. ISBN 9984-000-71-0.
- Ceļojums uz Šambalu. Tulkojums Talrids Rullis. Rīga: Jumava, 1998. 440 l. ISBN 9984-051-66-8.
- Sapņiem līdzi. Tulkojums Talrids Rullis. Rīga: Dienas Grāmata, 2006. 424 l. ISBN 9984-789-25-X.

### Переводы на русский язык
- Собрание стихотворений (в двух томах): Танец в пустыне (1), Ода к радости (2). Перевод Т. Орал и Г. Еремина. 480 с. Вильнюс: phocaBooks, 2015. ISBN 978-609-95769-2-3.
- Путешествие в Шамбалу. Перевод Н. Воробьёвой. 400 с. Киев: София, Москва: ИД Гелиос, 2002. ISBN 5-344-00073-1.
- Фрагмент
- Фрагмент

## Награды
- Офицерский крест Ордена Великого князя Литовского Гядиминаса (3 февраля 2003)[6]
- Национальная премия Литвы по культуре и искусству (2005)